# Otero County (Colorado)
Das Otero County ist ein County im Südosten des US-Bundesstaats Colorado. Der Verwaltungssitz (County Seat) ist in La Junta.

## Geographie
Das County wird umgeben von den Countys Crowley im Norden, Kiowa im Nordwesten, Bent im Osten, Las Animas im Süden und Südwesten und Pueblo im Westen.

## Geschichte
Das County entstand 1889 durch Abspaltung vom Bent County.
Der Name des Countys rührt von Miguel Antonio Otero (1829–1882), einem bekannten Mitglied der Otero-Familie, her. Otero war hispanischer Abstammung und investierte als Unternehmer im damaligen neumexikanischen Gebiet. Ebenfalls nach ihm benannt wurde das County Otero County in New Mexico.
Während des Zweiten Weltkriegs befand sich im Otero County ein Trainingscamp der amerikanischen Luftwaffe. Heute wird der Platz als Flughafen der Stadt La Junta genutzt.

## Demografische Daten
Nach der Volkszählung im Jahr 2000 lebten im County 20.311 Menschen. Es gab 7920 Haushalte und 5472 Familien. Die Bevölkerungsdichte betrug 6 Einwohner pro Quadratkilometer. Ethnisch betrachtet setzte sich die Bevölkerung zusammen aus 79,02 Prozent Weißen, 0,76 Prozent Afroamerikanern, 1,43 Prozent amerikanischen Ureinwohnern, 0,70 Prozent Asiaten, 0,08 Prozent Bewohnern aus dem pazifischen Inselraum und 15,06 Prozent aus anderen ethnischen Gruppen; 2,96 Prozent stammten von zwei oder mehr Ethnien ab. 37,62 Prozent der Gesamtbevölkerung waren spanischer oder lateinamerikanischer Abstammung.
Von den 7920 Haushalten hatten 32,2 Prozent Kinder und Jugendliche unter 18 Jahre, die bei ihnen lebten. 52,7 Prozent waren verheiratete, zusammenlebende Paare, 12,0 Prozent waren allein erziehende Mütter. 30,9 Prozent waren keine Familien. 27,8 Prozent waren Singlehaushalte und in 12,9 Prozent lebten Menschen im Alter von 65 Jahren oder darüber. Die Durchschnittshaushaltsgröße betrug 2,49 und die durchschnittliche Familiengröße lag bei 3,04 Personen.
Auf das gesamte County bezogen setzte sich die Bevölkerung zusammen aus 26,9 Prozent Einwohnern unter 18 Jahren, 8,9 Prozent zwischen 18 und 24 Jahren, 24,4 Prozent zwischen 25 und 44 Jahren, 23,4 Prozent zwischen 45 und 64 Jahren und 16,5 Prozent waren 65 Jahre alt oder darüber. Das Durchschnittsalter betrug 38 Jahre. Auf 100 weibliche Personen kamen 95,6 männliche Personen, auf 100 Frauen im Alter ab 18 Jahren kamen statistisch 91,5 Männer.
Das jährliche Durchschnittseinkommen eines Haushalts betrug 29.738 USD, das Durchschnittseinkommen der Familien betrug 35.906 USD. Männer hatten ein Durchschnittseinkommen von 26.996 USD, Frauen 21.001 USD. Das Prokopfeinkommen betrug 15.113 USD. 18,8 Prozent der Bevölkerung und 14,2 Prozent der Familien lebten unterhalb der Armutsgrenze. Darunter waren 25,9 Prozent der Bevölkerung unter 18 Jahren und 11,8 Prozent der Einwohner ab 65 Jahren.

## Sehenswürdigkeiten

Innenhof von Bent’s Old Fort National Historic Site (2015). Das Fort wurde 1833 als ein Handelsposten erbaut und 1976 durch den National Park Service rekonstruiert. Im Juni 1960 wurde die Stätte durch den Kongress als eine National Historic Site eingerichtet. Im Dezember des gleichen Jahres erhielt der Ort als Historic District den Status eines National Historic Landmarks zuerkannt.

18 Bauwerke, Stätten und historische Bezirke (Historic Districts) im Otero County sind im National Register of Historic Places („Nationales Verzeichnis historischer Orte“; NRHP) eingetragen (Stand 21. September 2022), wobei die Bent’s Old Fort National Historic Site den Status eines National Historic Landmarks („Nationale historische Wahrzeichen“) hat.

## Orte im Otero County
- Ayer
- Benton
- Bloom
- Casa
- Castiel
- Cheraw
- Elder
- Fayette
- Fowler
- Hadley
- Hawley
- Hays
- Higbee
- La Junta
- La Junta Gardens
- La Junta Village
- Manzanola
- Mindeman
- North La Junta
- Ormega
- Orr
- Randall
- Roberta
- Rocky Ford
- Shelton
- Swink
- Timpas
- Vroman